# Колкер, Борис Григорьевич
Бори́с Григо́рьевич Ко́лкер (род. 15 июля 1939, Тирасполь, Молдавская АССР) — советский эсперантолог, преподаватель языков и переводчик. Автор нескольких учебников языка эсперанто разных уровней.

## Биография
Борис Григорьевич Колкер родился 15 июля 1939 года в Тирасполе Молдавской АССР в еврейской семье. Мать — экономист Фаня Самойловна Колкер, выпускница Харьковского института торговли; отец — Григорий Давидович Колкер, художник-оформитель и фотограф. В 1940 году семья переехала в Кишинёв. В 1944—1965 годах проживал в Кишинёве Молдавской ССР, в 1965—1993 годах — в Бирске и Уфе Башкирской АССР. С 1993 года живёт в Кливленде (штат Огайо, США).
В 1962 году окончил Кишинёвский университет по специальности «Русский язык, литература и французский язык». В 1985 году защитил в Институте языкознания АН СССР кандидатскую диссертацию по общему языкознанию на тему эсперанто (см. ниже).
Работал библиографом Республиканской библиотеки имени Крупской в Кишинёве, старшим преподавателем факультета иностранных языков Бирского педагогического института и Башкирского педагогического института, переводчиком Уфимского авиационного института, переводчиком со специалистами французской автомобилестроительной компании Рено на Уфимском моторостроительном заводе, старшим научным сотрудником и заведующим бюро переводов ВНИИ нефтепромысловой геофизики. В Кливленде работал офис-менеджером компании Magic Micro Computers и нештатным переводчиком.
Приобщился к эсперанто в 1957 году. Автор трёх учебников эсперанто для разных уровней, статей по интерлингвистике и рецензий. Член Академии эсперанто. Почётный член Всемирной ассоциации эсперантистов. Член Литературной академии эсперанто. Один из редакторов журнала на эсперанто Монато. В течение двух десятилетий вёл в России массовые заочные курсы эсперанто, которые окончило почти 900 человек. В настоящее время ведёт[уточнить] в Интернете курсы повышения квалификации эсперантистов (Internacia Perfektiga Koresponda Kurso, IPKK).
В различные времена Борис Колкер был соучредителем и одним из руководителей Советского молодёжного движения эсперантистов (Sovetia Esperantista Junulara Movado, SEJM), Уфимского клуба эсперанто, Ассоциации советских эсперантистов, Союза эсперантистов советских республик, Российского союза эсперантистов, уполномоченным по вопросам обучения эсперанто в СССР и России, членом комитета Всемирной молодёжной организации эсперантистов, членом (с 1959 года), членом комитета и главным уполномоченным в СССР (ĉefdelegito) Всемирной ассоциации эсперантистов, вице-президентом Международной экзаменационной комиссии эсперанто. Выступал с докладами на многих Всемирных конгрессах эсперантистов (начиная с 48-го конгресса в Софии в 1963 году), координировал тему 85-го Конгресса в Тель-Авиве в 2000 году.

## Основные труды

### Кандидатская диссертация
Вклад русского языка в формирование и развитие эсперанто. Москва: Академия Наук СССР, Институт языкознания, 1985. — 23 с.
Автореферат диссертации.

### Учебники эсперанто
- Международный язык эсперанто. Полный учебник. Архивная копия от 22 ноября 2010 на Wayback Machine
- Учебник языка эсперанто. Основной курс.
- Эсперанто за 16 дней. Экспресс-курс.
- Vojaĝo en Esperanto-lando. Углубленный курс эсперанто и путеводитель по эсперантской культуре.
- Международный язык эсперанто: полный учебник (2-е издание).

### Словарь
- Эсперанто-русский словарь: ок. 3000 слов. — Москва: Импэто, 1993. — 53 с. ISBN 5-7161-0002-3.

### Статьи
- Ĉefaj strukturaj principoj de Esperanto. — En: La arto labori kune. Festlibro por Humphrey Tonkin. Rotterdam: UEA, 2010.
- Enigmoj de Ludoviko Zamenhof
- NIA Vilnjuso kaj ILIA Jerusalemo kopio en la retejo
- Interlingvistiko kaj interlingvistikaj esploroj en Sovetunio. — En: Esperanto: la internacia lingvo — sciencaj aspektoj; (Berlin: Kulturligo de GDR, Centra Laborrondo Esperanto, 1979. — 237 p.) p. 74 — 78.
- Kontribuo de la rusa lingvo al la verba sistemo de Esperanto. — En: Serta gratulatoria in honorem Juan Régulo: II Esperantismo; (La Laguna: Universidad de La Laguna, 1987. — 766 p.) p. 315—325.
- Вклад русского языка в структуру эсперанто — En: Interlinguistica Tartuensis, 3; (Тарту: Тартуский Государственный Университет, 1984. — 182 p.) p. 74 — 108, резюме на эсперанто.
- Вклад русского языка в лексику эсперанто — En: Interlinguistica Tartuensis, 5; (Тарту: Тартуский Государственный Университет, 1988. — 183 p.) p. 74 — 91, резюме на эсперанто.
- Pri «Vojaĝo» por la legantoj de «Komencanto»., Komencanto, 2003 (n-ro 3)
- Lasta artikolo de L. L. Zamenhof pri judaj temoj, Israela Esperantisto, julio 2004 (n-ro 140)
- Свободная эмиграция из СССР подготовлена в Кливленде (копия здесь: )
- Поправка, изменившая нашу судьбу. (копия здесь: )